# Верба, Николай Андреевич
Николай Андреевич Верба (2 декабря 1918, Николаев — 26 января 2017, Москва) — советский военный деятель, полковник в отставке, кандидат экономических наук, профессор.

## Биография
После окончания седьмого класса поступил в Николаевский финансово-экономический техникум, который окончил в 1936 году. Затем в течение года работал налоговым инспектором горфинотдела. В 1937 году поступил в Ярославское военно-хозяйственное училище (ныне Военный финансово-экономический институт) на только что организованное финансовое отделение — стал выпускником первого набора финансового отделения училища (выпуск 1939 года), получив диплом с отличием. Осенью 1940 года поступил на финансовый факультет Военной академии тыла на заочное отделение и был назначен на должность помощника начальника финансового отделения 201-й авиабазы в городе Даугавпилс Прибалтийского военного округа.
Участник Великой Отечественной войны с самого её начала. В системе финансовой службы прошёл всю войну. С июня 1942 года находился в должности инспектора-ревизора финансового отдела 1‑й воздушной армии Западного фронта, затем — старшего офицера финансового отдела фронта 2-го Белорусского фронта.
После демобилизации продолжил военную службу. С 1950 года — старший офицер 1-го отдела Финансового управления министерства обороны. С февраля 1953 года — старший преподаватель кафедры «Финансы Вооруженных Сил» Военного факультета при Московском финансовом институте (МФИ, ныне Финансовый университет при Правительстве РФ). С ноября 1960 года был заместителем начальника 3-го отдела 1-го управления Центрального финансового управления Министерства обороны СССР. С 1962 года снова работал в МФИ заместителем начальника кафедры «Финансы Вооруженных Сил» Военного факультета. С 1966 по 1977 год являлся начальником этой кафедры, профессор. Внес значительный вклад в теоретическую разработку и практическое решение проблем обеспечения денежным довольствием военнослужащих, в обучение и подготовку финансистов и экономистов руководящего состава финансово-экономической службы. Он был автором многих научных трудов, в числе которых учебник «Финансы Вооруженных Сил» и два учебных пособия «Денежное довольствие военнослужащих» и «Пенсионное обеспечение военнослужащих». Являлся научным руководителем нескольких кандидатов экономических наук.
Затем находился на пенсии, проживал в Москве.
Ушёл из жизни 26 января 2017 года.

## Награды и звания
Был награждён орденами Отечественной войны II степени и тремя орденами Красной Звезды, а также многими медалями.